# Operació Ornit
L'Operació Ornit (anglès:Operation Martlet); també coneguda com a Operació Intrèpid (anglès:Operation Dauntless) és l'operació de diversió realitzada el 25 de juny de 1944 per la 49a Divisió d'Infanteria (West Riding) del XXX Cos per donar suport a l'operació Epsom, l'assalt del VIII Cos britànic a la vall de l'Odon. El paper de la divisió era proveir seguretat al flanc per l'avanç del VIII Cos i per protegir-lo de qualsevol contraatac. Va ser la seva primera operació de combat de la guerra.
L'operació fracassà en aconseguir tots els seus objectius al final del 25 de juny, resultant en durs combats durant els dies següents, mentre que la 49a Divisió seguia avançant cap al sud. Tots aquests combats poden veure's com a part de l'Operació Epsom. La batalla va concloure l'1 de juliol, quan la divisió va rebutjar un atac d'elements de la 2a Divisió SS Das Reich

## El Pla
Durant Epsom, el VIII Cos havia d'avançar pel flanc dret des del sortint de Rauray, des d'on cobriria l'avanç de la 15a Divisió d'Infanteria (Escocesa). El sortint, així com els pobles dels voltants (Rauray, Fontenay-le-Pesnel, Tessel-Bretteville, Juvigny) havien de ser capturats per tal d'assegurar-se de què el flanc de la divisió no rebria cap atac. La 49a Divisió va haver de netejar el sortint.
La divisió va haver d'avançar com un front de dues brigades, amb Fontenay-le-Pesnel com a primer objectiu i Rauray el darrer. La 146a i la 147a Brigades d'Infanteria eren les brigades capdavanteres, amb la 70a Brigada d'Infanteria en reserva. A més, tindrien el tancs de la 8a Brigada Blindada
Davant dels britànics estava el 3r batalló del 26è Regiment Panzer Grenadier SS, així com seccions del 12è Regiment Panzer SS de la 12a Divisió Panzer SS Hitlerjugend, estacionada als voltants del sortint. Ambdós havien participat en dures lluites durant les setmanes precedents i estaven descansant.

## Martlet – 25 de juny de 1944
A les 04:15 del matí del 25 de juny s'inicià l'Operació Ornit amb un dur bombardeig d'artilleria just al davant de la línia d'inici de la 49a Divisió. A les 05:00, el bombardeig començà a desplaçar-se, i els homes començaren a seguir-la. En aquells moments s'havia format un núvol de pols, anul·lant la visibilitat de les tropes que avançaven, i els batallons es perderen. El Batalló Hallamshire de la 146a Brigada d'Infanteria es trobà a la carretera Fontenay-Tessel Bretteville, rebent el foc de grups de la Divisió Panzer Lehr, havent de retrocedir fins a Fontenay. Mentrestant l'11è del Royal Scots Fusiliers de la 147a Brigada avançà enmig la boira i atacà Fontenay-le-Pesnel. El poble estava defensat pel 3r/26è Regiment SS i durant tot el matí hi hagué una dura lluita sense arribar a resultats definitius. Els britànics van haver de retrocedir cap als turons al nord del poble per esperar reforços. La confusió regnà per tot el turó de Rauray.
Al vespre, la posició estava començant a coagular-se. La 146a Brigada havia assolit amb èxit el seu objectiu i els boscos prop de Vendes, però quan el 1r/4t Kings Own Yorkshire Light Infantry provà d'anar més enllà del bosc Tessel-Brettenville, caigué sota el foc de metralladores i es veié forçat a retrocedir. A la dreta, era gairebé mitjanit quan els reforços començaren a arribar a l'11è Royal Scots a Fontenay, en forma del 7è Regiment Duc de Wellington. Aquest batalló aconseguí netejar la major part del poble cap a mitjanit.
La lluita va decaure cap a les 00:00 del 26 de juny, quan la 49a Divisió va establir una línia cap al sud de Fontenay-le-Pesnel. Rauray i la meitat del sortint seguien en mans enemigues. Tot i que no havien aconseguit assegurar el flanc del VIII Cos a temps per Epsom, la divisió es preparava per continuar amb l'ofensiva l'endemà.

## La batalla continua – 26 de juny de 1944
A les 05:30 del 26 de juny, la 70a Brigada d'Infanteria i la 8a Blindada de la 49a Divisió renovaren el seu atac. Un cos format pel 24è Llancers i pel 12è Batalló Motoritzat del King's Royal Rifle Corps penetrà a Tessel-Bretteville, però van haver de retirar-se al vespre, mentre que les tropes a la seva dreta no havien pogut avançar gaire més enllà de les seves línies d'inici, i el front tornà a estabilitzar-se. Durant la nit, dues companyies del 2n batalló del 192è Regiment Panzer-Grenadier de la 21a Divisió Panzer arribà per reforçar les defenses de la Divisió Panzer Lehr prop de Vendes, que seguí en mans alemanyes durant la resta de l'operació. La divisió panzer ha enfrontar-se amb elements de la 146a brigada, però principalment estigué concentrada en els atacs de la 50a Divisió d'Infanteria (Northúmbria), al flanc dret de la 49a Divisió.
L'endemà, 27 de juny, la 49a Divisió prosseguí l'atac. La 146a Brigada capturà el bosc de Tessel-Bretteville, però no pogué avançar més enllà. La 70a Brigada d'Infanteria i la 8a Blindada van tenir més èxit, dirigint-se veloçment cap al sud i infiltrant-se a Rauray. Durant tot el dia va haver un dur combat al poble, però al vespre estava en mans britàniques. La 70a Brigada es preparà per continuar avançant cap al sud l'endemà.
Al matí del 28 de juny, el 1r Tyneside Scottish de la 70a Brigada començà a infiltrar-se a Brettevillette, al sud de Rauray. Però al vespre, la pressió alemanya s'incrementà sobre aquesta posició exposada, i seccions del Kampfgruppe Weidinger de la 2a Divisió Panzer SS van dirigir-se cap al front d'Odon per guanyar temps davant la imminent arribada del II SS Panzerkorps. Els britànics van ser expulsats de Brettevillete i van formar una nova línia defensiva als voltants de Rauray. El sortint estava finalment en mans britàniques, i la 49a Divisió es preparava per defendre'l.
Entre el 29 i el 30 de juny, la 49a Divisió seguí en la seva línia defensiva als voltants de Rauray, sent bombardejada esporàdicament pel KG Weidinger. L'atac principal del II Panzerkorps SS tingué lloc més al sud, quedant així el front de la divisió més aviat "tranquil", excepte per continus reconeixements britànics i alemanys.
L'1 de juliol, el KG Weidinger inicià un assalt a les 06:00 contra Rauray. Amb el suport de tancs, atacà el poble i aillant al 1r Tyneside Scottish al sud, iniciant-se un ferotge combat als voltants de Rauray mentre que l'11a Durham Light Infantry i el 1r Tyneside Scottish lluitaven per rebutjar als alemanys. Cap a les 10, els alemanys començaren a retirar-se i es realitzaren preparatius per procedir a perseguir-los, però a les 11:00 tingué lloc un renovat assalt del KG Weidinger, estavellant-se de nou contra la línia britànica. Cap a migdia, la 9a Divisió Panzer SS Hohenstaufen, llançà un atac cap al sud amb pocs progressos, després de 4 hores de lluita. Cap a les 18:00, els alemanys es retiraren per darrera vegada. La 70a Brigada havia quedat seriosament malmesa, amb el 1r Tyneside Scottish que havia perdut 132 homes només aquell dia. Malgrat tot això, havien mantingut la línia, i el cap de pont de l'Odon havia quedat assegurat.

## Després dels combats
La 49a Divisió continuà en la seva línia als voltants de Rauray durant gairebé un mes, amb l'excepció d'una acció de diversió als voltants de Jivingny durant l'Operació Goodwood. El 30 de juliol, la divisió passà del XXX al I Cos i prengué posicions al cap de pont a l'est del riu Orne, des d'on avançà amb èxit fins al Sena.
La 12a Divisió SS, molt malmesa després dels combats d'Epson, continuà lluitant contra els britànics a l'aeroport de Carpiquet (Operació Windsor), Caen (Operació Charnwood, i a l'Operació Goodwood. S'establí a una posició al sud-est de Caen a mitjans de juliol, des d'on hagué de retrocedir davant les contínues ofensives britàniques i canadenques. La 9a Divisió SS restà al vall de l'Odon, mantenint la Cota 112 contra la 43a Divisió d'Infanteria durant l'Operació Júpiter. Posteriorment cauria a la bossa de Falaise.